# اوبراسکون هارته لاین
اوبراسکون هارته لاین (به اسپانیایی: Obrascón Huarte Lain) که با نام اواچ‌ال نیز شناخته می‌شود، شرکت اسپانیایی فعال در حوزه ساخت‌وساز و مهندسی عمران است. فعالیت‌های عمده این شرکت در زمینه احداث زیرساخت‌ها، ساخت املاک تجاری و مسکونی متمرکز می‌باشد.
شاخه دیگر فعالیت شرکت اوبراسکون هارته لاین، مشارکت در پروژه‌های احداث جاده‌ها و بزرگراه‌ها است. این شرکت، عملیات بخش بین‌المللی‌اش را، از طریق چندین شرکت تابعه، مدیریت و اجرا می‌نماید، که فعال‌ترین آنها عبارتند از: اواچ‌ال برزیل؛ در برزیل، اواچ‌ال مکزیک؛ در مکزیک و تاور-اواچ‌ال گروپ که در میامی، فلوریدا، ایالات متحده آمریکا مستقر می‌باشد.